# Ailurus
Petit panda, Panda roux
Pour les articles homonymes, voir Panda.
Genre
Espèce
Statut CITES
Statut de conservation UICN

ENA2cde+3cde+4cde : En danger
Répartition géographique
Ailurus, sont un genre de mammifère de l’ordre des carnivores, plus communément désignés sous les noms de Petits pandas ou encore Pandas roux. Originaire d’Asie, ce genre de mammifère est distribué dans une zone allant de l'Himalaya jusqu’au Sud-Ouest de la Chine et préfère vivre dans les forêts montagneuses mixtes tempérées de la région, riches en bambou.
Le Panda roux a une fourrure brun roux, une longue queue touffue et une démarche dandinante en raison de ses pattes avant plus courtes ; il est à peu près de la taille d'un chat, bien que son corps soit plus long. Il est arboricole et a un régime alimentaire omnivore, essentiellement herbivore et riche en bambous, alors qu'il appartient à l'ordre des carnivores. C'est un animal solitaire, principalement actif du crépuscule à l'aube, et il est largement sédentaire pendant la journée.
Ailurus est le seul genre actuel de sa famille des Ailuridés. Malgré son nom, il n'est pas proche du panda géant. Il a déjà été placé dans les familles du raton laveur et de l'ours, mais les résultats de l'analyse phylogénétique appuient fortement sa classification taxonomique dans sa propre famille, Ailuridae, qui fait partie de la superfamille des mustéloïdes avec les familles de la belette, du raton laveur et de la mouffette. Traditionnellement, les biologistes pensaient qu'il comportait une seule espèce : Ailurus fulgens, pour deux sous-espèces. Cependant, les résultats des analyses génétiques menées en 2020, indiquent qu'il existe deux espèces distinctes : le Panda fuligineux (conservant le nom Ailurus fulgens) vivant en Inde et dans l’Himalaya, ainsi que le Panda roux de Styan (Ailurus styani) vivent en Chine et au Nord de la Birmanie. Ces deux espèces auraient divergé es génétiquement il y a environ 250 000 ans.
Comme le panda géant, ces deux populations de pandas roux sont en danger d'extinction et sont inscrites en tant qu'espèce menacée sur la liste rouge de l'UICN, car la population sauvage est estimée à moins de 10 000 individus matures et continue à décliner en raison de la perte et de la fragmentation de son habitat, du braconnage et de la consanguinité. Ils font l’objet d’un projet de conservation accru à l’échelle locale, mais aussi par l’intermédiaire de nombreux parcs zoologique à travers le monde. 

## Étymologie et dénominations

### Étymologie
Le terme panda en français a été créé en 1825 par Frédéric Cuvier quand il a identifié l’espèce Ailurus fulgens, le Panda éclatant et le genre Panda, Ailurus. Son nom occidental provient probablement d'une langue de l'Himalaya, peut-être le népalais, mais sa signification reste incertaine. Selon une théorie, le mot « panda » serait une anglicisation de poonya qui signifie le « mangeur de bambou ». Son nom chinois 小熊猫 (xiǎoxióngmāo) s'analyse morphologiquement comme « petit chat-ours».
Ce petit animal est parfois appelé firefox en anglais, une traduction de son surnom chinois moins utilisé hǔo hú (火狐), littéralement « renard de feu » également par référence à sa couleur.
Le nom scientifique Ailurus est une latinisation du grec ancien ailuros, désignant le chat et signifiant littéralement « balance-queue » (aiol + ouros). Quant à fulgens, il signifie éclatant, brillant (comme un éclair).

### Noms
- Nom scientifique valide : Ailurus fulgens F.G. Cuvier, 1825[4];
- Noms vulgaires (vulgarisation scientifique) recommandés ou typiques en français : Petit panda[5],[6],[7],[8],[9] ou Panda éclatant[10],[6],[7],[8] (vieilli[8]);
- Autres noms vulgaires ou noms vernaculaires (langage français courant) pouvant désigner éventuellement d'autres espèces : Panda roux[6],[7],[11], Panda rouge[12], Panda doré[8], Renard de feu[10] ou encore Panda fuligineux[13],[11].

En anglais : lesser panda, red panda, cat-bear, small panda, firefox.
Les sous-espèces sont nommées :
- Ailurus fulgens fulgens - Petit panda de l'Inde[14] ou Panda fuligineux[11] ;
- Ailurus fulgens styani - Petit panda de Styan[14],[11].

| Groupe ou zone linguistique | Nom(s) autochtone(s)                        |
| --------------------------- | ------------------------------------------- |
| Anglais (pour l'Inde)       | Red panda, Lesser panda                     |
| Bhutia                      | Wakdonda, Woker, Oakdnka, U′któnka          |
| Birman                      | Kyaung-wun                                  |
| Chine                       | Chu-chieh-liang, Xia xong mao               |
| Dzongkha                    | Achhu Dongkar                               |
| Jinghpo                     | Ru                                          |
| Lepcha                      | Sa Nums, Sankam, Thóng-wah, Thó-kyé         |
| Limbu                       | Walsar, Jho, Kye, Wáh, Oá, Yé, Nigála pónya |
| Népal central               | Hobrey                                      |
| Shotia                      | Wahe                                        |
| Sikkim                      | Workar                                      |

## Morphologie et anatomie

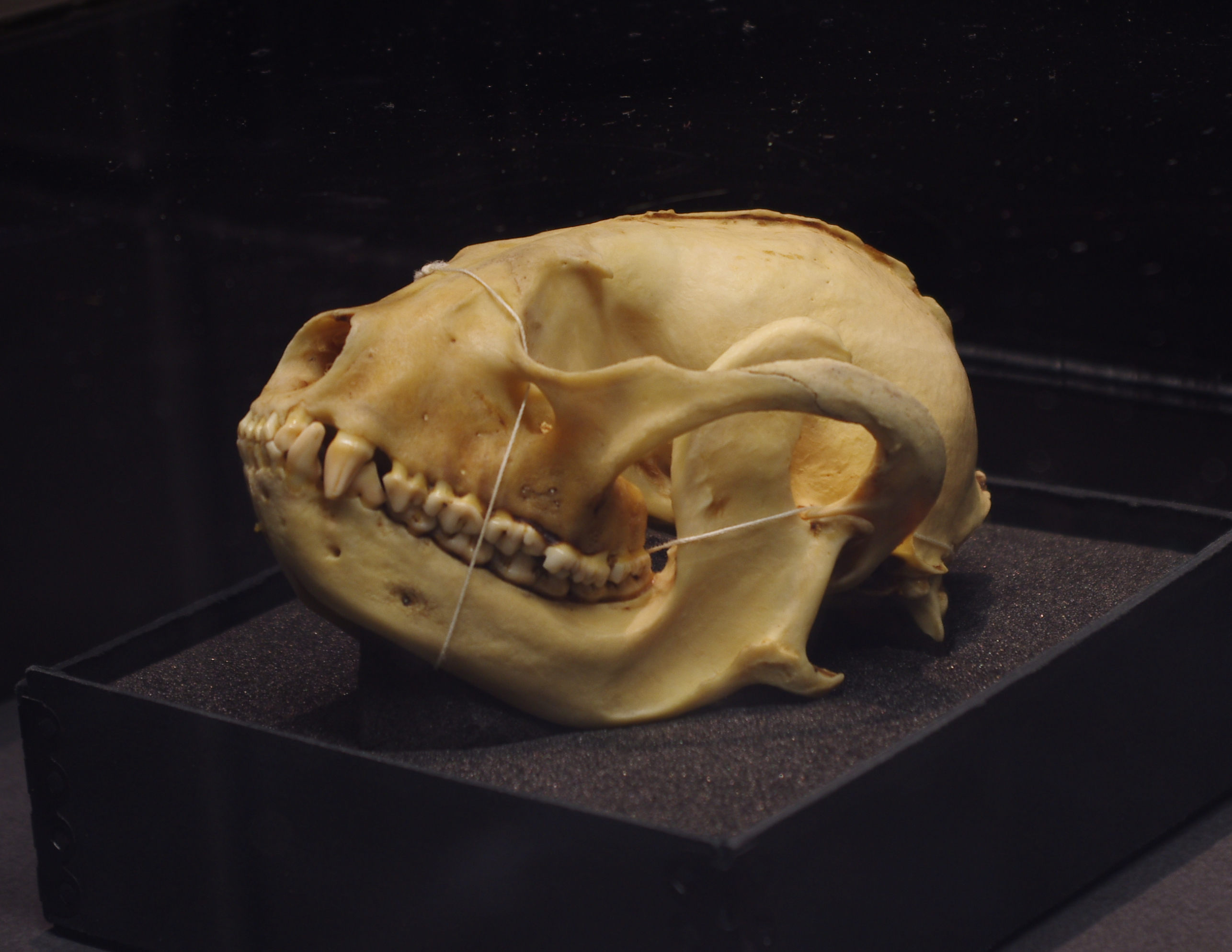
Crâne de panda roux.

Le Panda roux fait de 50 à 64 cm de long pour la tête et le corps tandis que sa queue fait de 28 à 59 cm. Les mâles pèsent de 3,7 à 6,2 kg et les femelles de 3 à 6,0 kg,,.

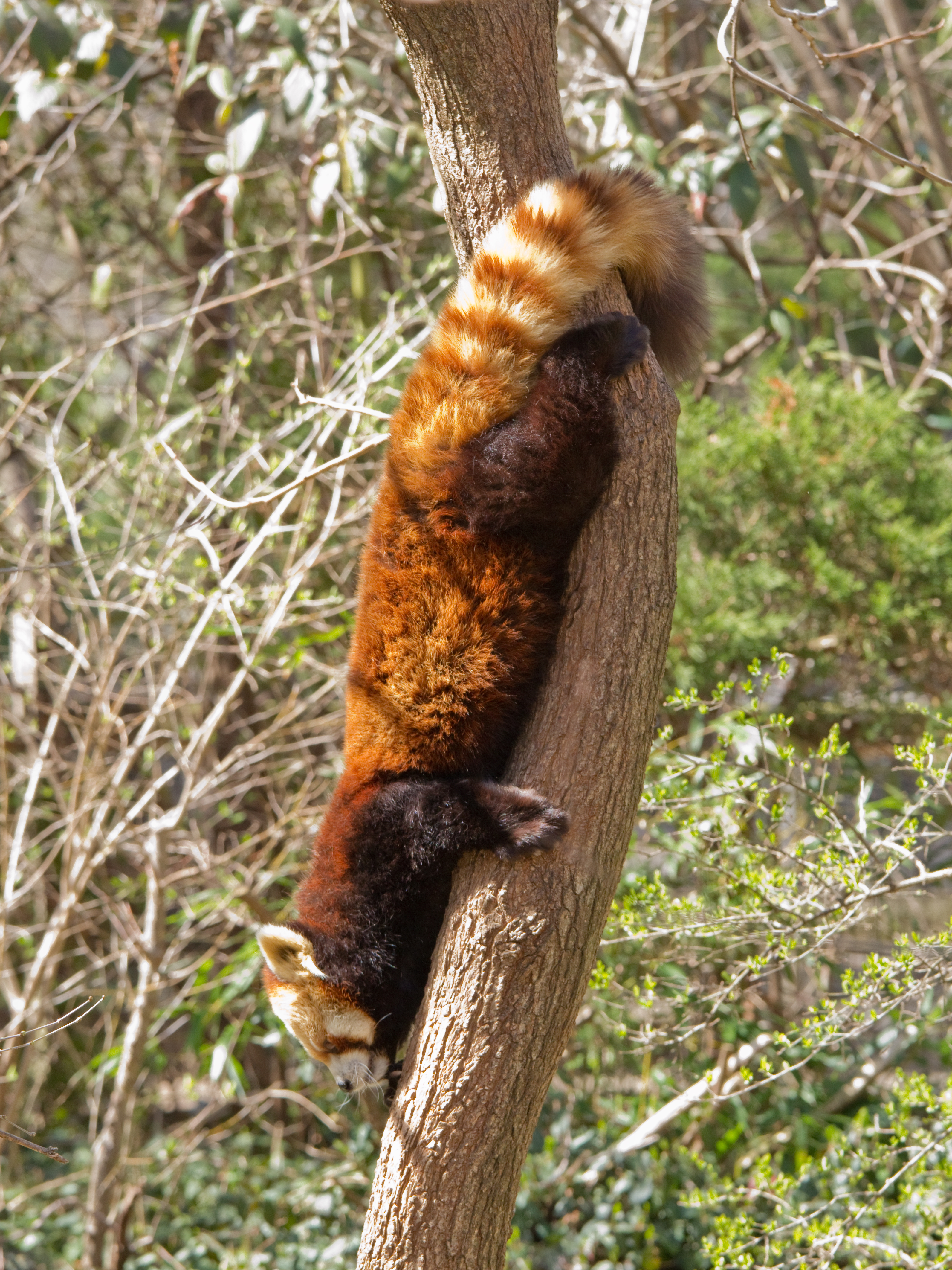
Panda roux descendant un arbre.
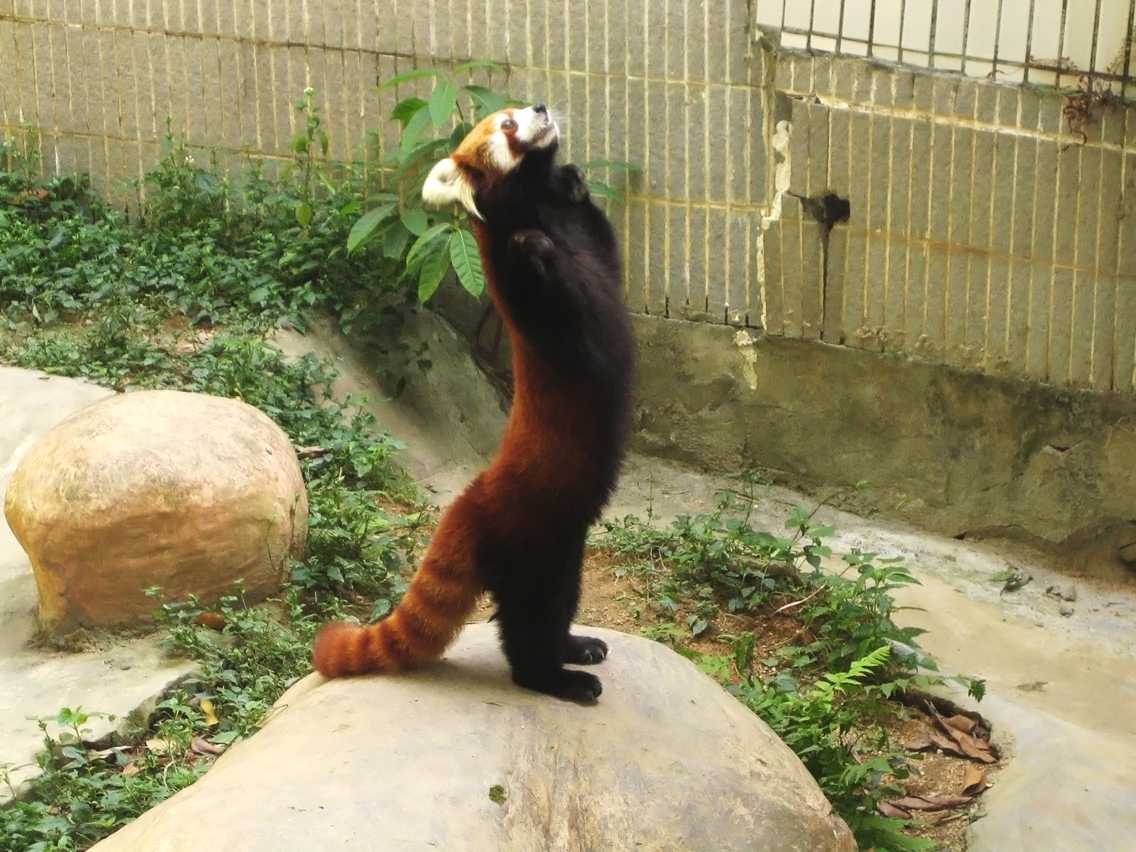
L’espèce est capable de se tenir debout.
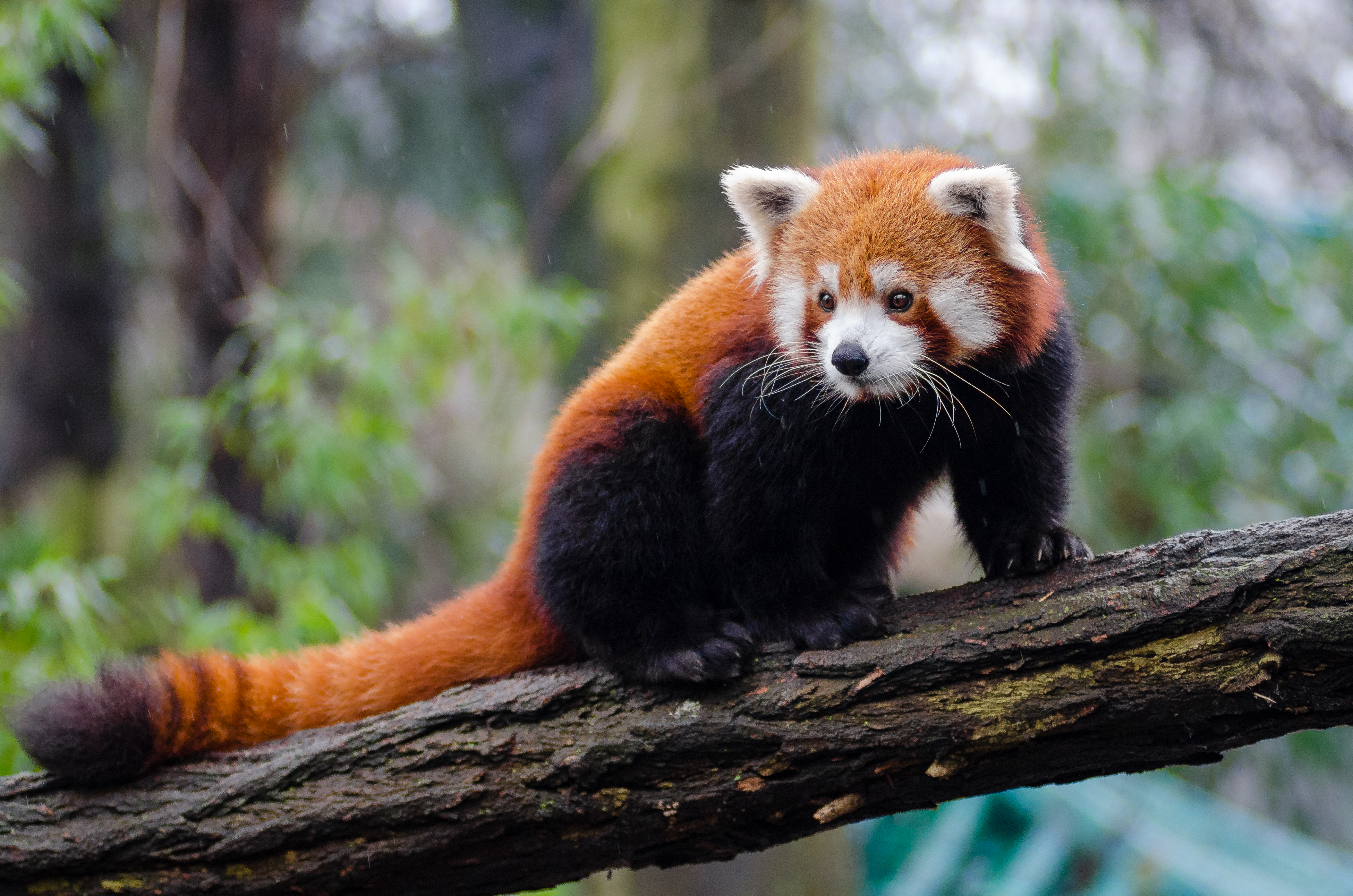
Ailurus fulgens.

L'espèce a une fourrure longue, douce, brun rougeâtre sur les parties supérieures, une fourrure noirâtre sur les parties inférieures, et un visage clair avec des marquages faciaux en forme de larmes ainsi que des caractéristiques dentaires cranio-dentaires robustes (en). Le visage clair a des insignes blancs semblables à ceux d'un raton laveur, mais chaque individu peut avoir des marques distinctives. La tête arrondie a des oreilles droites de taille moyenne, un nez noir et des yeux noirâtres. Sa longue queue touffue avec six anneaux ocre transversaux alternés et une pointe noire[réf. nécessaire] fournit un équilibre et un excellent camouflage pour leur habitat d'arbres recouverts de mousse et de lichen. Les jambes sont noires et courtes avec une fourrure épaisse sur la plante des pattes. Cette fourrure sert d'isolation thermique sur les surfaces enneigées ou glacées et dissimule les glandes olfactives qui sont également présentes sur l'anus.
Le Panda roux est spécialisé dans l'alimentation au bambou avec des griffes fortes, courbes et semi-rétractiles pour saisir les branches d'arbres étroites, les feuilles et les fruits. Comme le panda géant, il a un « faux pouce » qui est une extension de l'os du poignet. Quand il descend un arbre tête la première, le Panda roux tourne sa cheville pour contrôler sa descente, ce qui en fait une des rares espèces grimpantes à en être capable.

## Comportement

### Sociologie et comportements territoriaux
Le Panda roux est territorial ; il est solitaire sauf pendant la saison de reproduction. Il est généralement calme, à l'exception de certains gazouillis, piaillements et sifflements de communication. On a signalé qu'il est à la fois nocturne et crépusculaire, dormant sur les branches d'arbres ou dans les creux des arbres pendant la journée et augmentant son activité en fin d'après-midi et en début de soirée. Il dort allongé sur une branche avec les membres pendants lorsqu'il fait chaud, et recroquevillé avec sa queue sur la face lorsqu'il fait froid. Il est très sensible à la chaleur, avec une température de « bien-être » optimale entre 17 et 25 °C.
Peu après son réveil, le Panda roux nettoie sa fourrure un peu comme le ferait un chat, en léchant ses pattes avant puis en se frottant le dos, le torse et les flancs. Il frotte aussi son dos et son ventre le long des arbres ou des rochers. Puis il patrouille sur son territoire, le marquant avec de l'urine et une sécrétion faiblement musquée provenant de ses glandes anales. Il cherche de la nourriture en courant sur le sol ou dans les arbres. Le Panda roux peut utiliser ses pattes avant en alternance pour porter la nourriture à sa gueule, ou bien la placer directement dans sa gueule.

### Alimentation
Le Panda roux profite d'être un excellent grimpeur et se nourrit donc surtout en hauteur. Il saisit la nourriture avec l'une de ses pattes avant et mange généralement assis ou debout. Lorsqu'il cherche du bambou (cf Régime alimentaire), il saisit la plante par la tige et la tire vers ses mâchoires. Il mord les feuilles avec le côté des dents jugales, puis les cisaille, les mâche et les avale. Les aliments plus petits comme les fleurs, les baies et les petites feuilles sont mangés différemment, car ils sont coupés par les incisives.
Doté d'un appareil digestif de carnivore, le Panda roux ne peut pas digérer correctement le bambou, qui traverse son intestin en deux à quatre heures. Il doit donc consommer de grandes quantités de matières végétales les plus nutritives. Il mange plus de 1,5 kg de feuilles fraîches ou 4 kg de pousses fraîches par jour, les protéines brutes et les graisses étant les plus faciles à digérer. La digestion est la plus élevée en été et en automne, mais la plus faible en hiver, et elle est plus facile pour les pousses que pour les feuilles. Le métabolisme de base du Panda roux est comparable à celui d'autres mammifères de sa taille, malgré son régime alimentaire pauvre. Le Panda roux digère près d'un tiers de la matière sèche, ce qui est plus efficace que le panda géant qui en digère 17 %. Les microbes présents dans l'intestin peuvent contribuer à la transformation du bambou ; la communauté du microbiote du Panda roux est moins diversifiée que celle d'autres mammifères.

### Reproduction

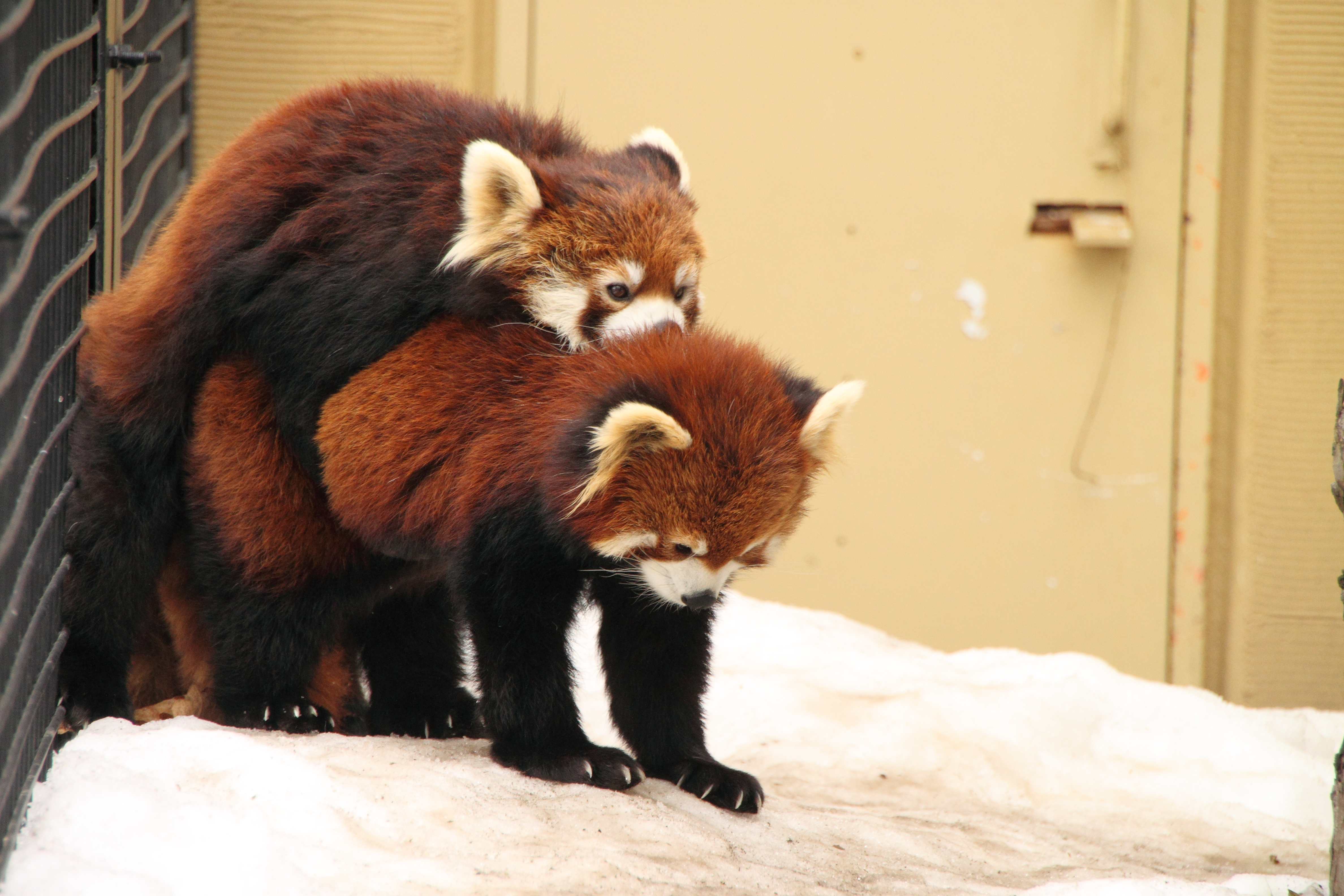
Individus en copulation au Zoo d'Asahiyama, au Japon.

La reproduction du Panda roux est encore mal comprise des biologistes. Il reste ainsi des questions non résolues, telles si la femelle peut avoir une ovulation induite (en), entre en chaleur une ou plusieurs fois pendant la saison des amours, et si oui ou non l'implantation de l'embryon dans l'utérus est différée (en). Déchiffrer les particularités de la reproduction de l'espèce permettrait de recréer des environnements fidèles au milieu naturel, pour réduire la mortalité à la naissance des individus captifs puis réintroduire des pandas roux à l'état sauvage.
Dans la nature, le Panda roux vit probablement en solitaire la plupart du temps et ne se trouve en petits groupes que pendant la saison de reproduction. Elle correspond à la période typique d'activité des gonades dans l'espèce. Selon les individus élevés en captivité, la période d'œstrus de la femelle s'étale sur la fin de l'hiver, soit de janvier à mars dans l’hémisphère nord et de juin à août dans l'hémisphère sud. Cela permet aux petits de naître au printemps, lorsque la disponibilité de la nourriture, des matériaux de nidification et la sécurité des autres prédateurs à la mise bas sont favorables à leur survie.
La gestation dure en moyenne 135 jours et la femelle met en général deux petits au monde mais il peut y en avoir trois ou quatre. À la naissance, les petits ont déjà une fourrure (grise qui devient rousse en grandissant), ne mesurent que 6 cm et ne pèsent que 100 grammes. Ils sont d'abord aveugles et n'ouvrent les yeux qu'au bout de 18 jours. Dépendants, ils ne sortent de la tanière qu'après 90 jours et vivent avec leur mère jusqu'à la période de reproduction suivante. Ils sont sevrés après 5 mois. Ils atteignent leur maturité sexuelle entre 18 et 20 mois[réf. nécessaire].

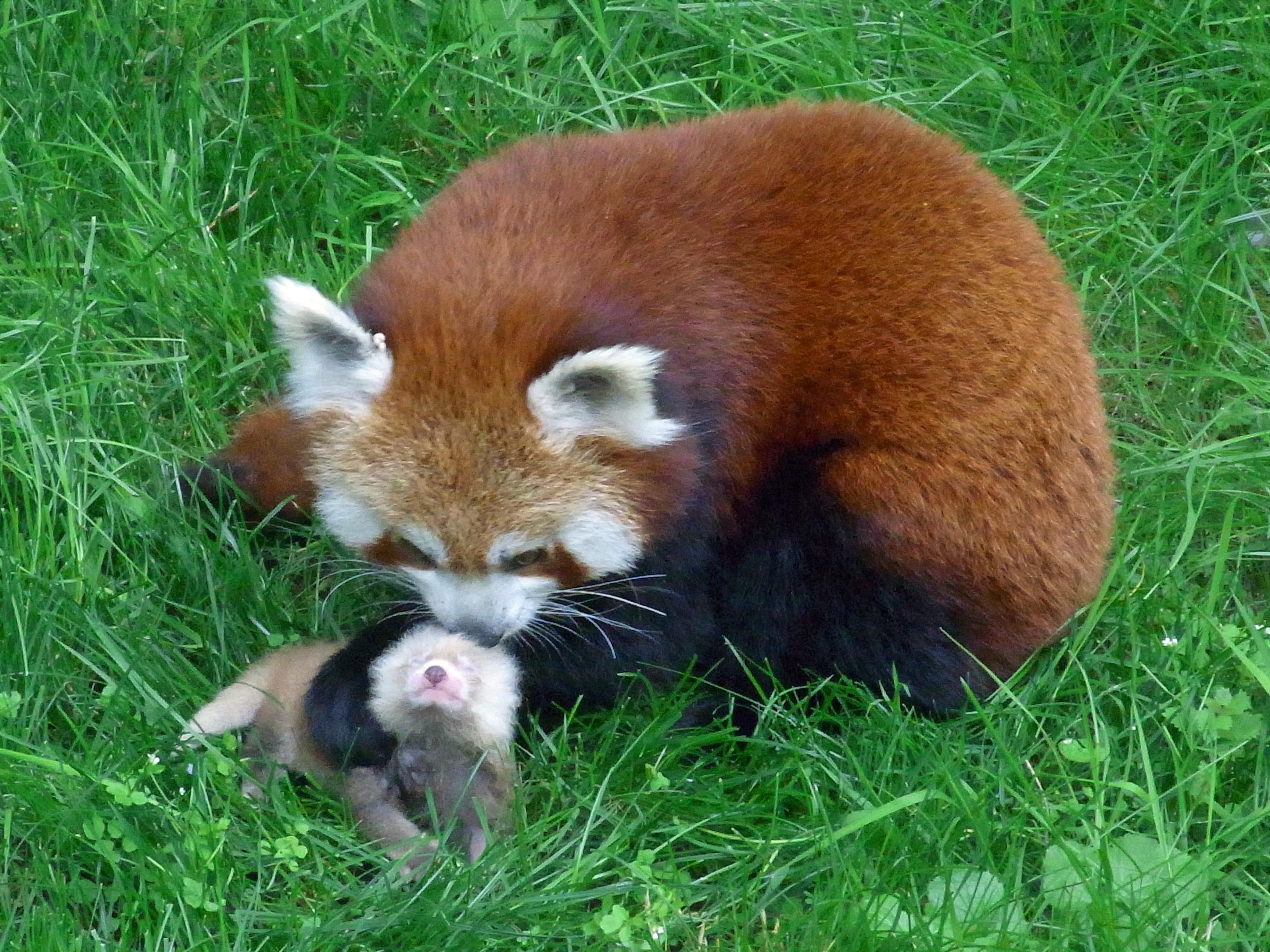
Mère en train de s'occuper de son petit.

Le Panda Roux peut se reproduire vers l'âge de 18 mois et atteint sa pleine maturité à l'âge de deux ou trois ans. Les adultes interagissent rarement dans la nature, sauf pour s'accoupler. Les deux sexes peuvent s'accoupler avec plus d'un partenaire pendant la saison des amours, de la mi-janvier au début mars. Quelques jours avant la naissance, les femelles commencent à rassembler des matériaux, comme des broussailles, de l'herbe et des feuilles, pour construire un nid, qui se trouve normalement dans un arbre creux ou une fissure rocheuse. Après une période de gestation de 112 à 158 jours, la femelle donne naissance, de la mi-juin à la fin juillet, de un à quatre (habituellement 1 à 2) petits aveugles et sourds pesant de 110 à 130 g chacun.
Après la naissance, la mère nettoie les petits et peut reconnaître chacun d'eux par son odeur. Au début, elle passe de 60 % à 90 % de son temps avec les petits. Après la première semaine, la mère commence à passer plus de temps à l'extérieur du nid, revenant toutes les quelques heures pour allaiter et toiletter les petits. Elle déplace fréquemment les jeunes parmi plusieurs nids, qu'elle garde propres. Les petits commencent à ouvrir les yeux vers l'âge de 18 jours. À environ 90 jours, ils ont atteint la pleine fourrure d'adulte et la coloration, et commencent à s'aventurer hors du nid. Ils commencent aussi à manger des aliments solides à ce moment-là, en se sevrant vers l'âge de six à huit mois. Les petits restent avec leur mère jusqu'à ce que la prochaine portée naisse l'été suivant. Les mâles aident rarement à élever les jeunes, et seulement s'ils vivent en paires ou en petits groupes.
À l'état sauvage, la durée de vie typique d'un Panda roux se situe entre huit et dix ans, mais peut aller jusqu'à 14 ans. En captivité, l'espérance de vie est d'en moyenne 13,4 ans, et un individu a réussi à atteindre l'âge de 19 ans.

### Communication
En fonction de son état émotionnel, le panda aboie, couine ou émet d'autres sons.

## Écologie

### Régime alimentaire

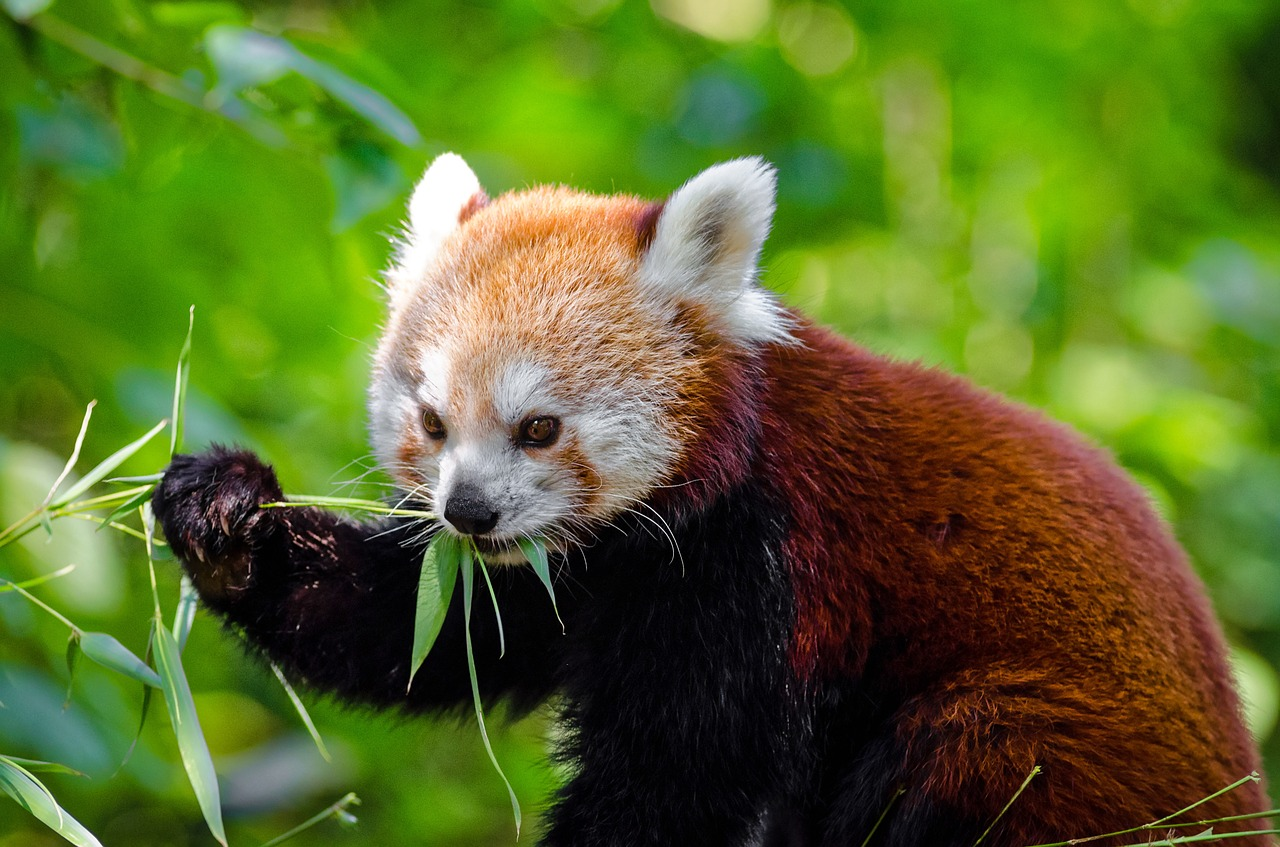
Le Panda roux se nourrit principalement de bambou, même si son régime n'est pas totalement herbivore.

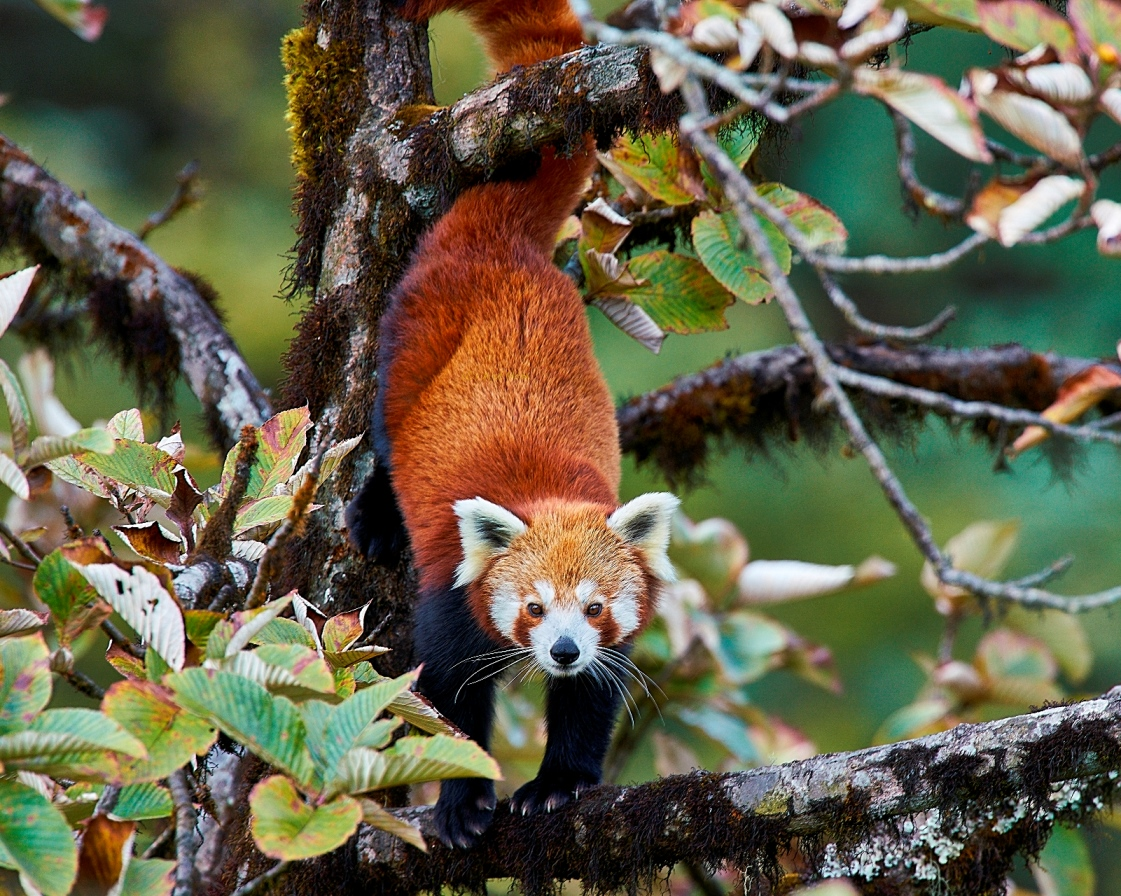
Un panda roux se nourrissant du fruit de saison du Sorbus wardii, dans la région de l'Himalaya.

À l'état sauvage, le Panda roux est essentiellement herbivore et se nourrit de bambou, principalement des genres Phyllostachys, Sinarundinaria (en), Thamnocalamus et Chimonobambusa. Il se nourrit également de fruits, de fleurs, et de glands, mais il lui arrive aussi de manger des œufs, des oiseaux et de petits mammifères en période de reproduction. Les feuilles de bambou seraient la nourriture la plus abondante tout au long de l'année et la seule à laquelle il a accès pendant l'hiver. Dans la réserve naturelle nationale de Wolong, des feuilles de l'espèce de bambou Bashania fangiana (zh) ont été trouvées dans près de 94 % des excréments analysés, et ses pousses ont été trouvées dans 59 % des excréments trouvés en juin.
Le régime alimentaire des pandas roux suivis sur trois sites du parc national de Singalila pendant deux ans se composait de 40 à 83 % de bambou Yushania maling et de 51 à 91,2 % de bambou Thamnocalamus spathiflorus, complétés par des pousses de bambou, des fruits d'Actinidia strigosa et des baies saisonnières. Dans ce parc national, les excréments de Panda roux contenaient également des restes de roses soyeuses et de ronces en été, d'Actinidia callosa après la mousson, ainsi que de Merrilliopanax alpinus (en), de sorbier Sorbus cuspidata et de rhododendron arborescent pendant les deux saisons. Des excréments ont été trouvés sur 23 espèces de plantes, dont le chêne à tan Lithocarpus pachyphyllus (pl), le magnolia de Campbell, le chinquapin Castanopsis tribuloides, le bouleau de l'Himalaya, Litsea sericea et le houx Ilex fragilis. Dans le parc national de Rara au Népal, du Thamnocalamus a été trouvé dans toutes les crottes échantillonnées, à la fois avant et après la mousson. Son régime alimentaire estival dans la réserve de chasse de Dhorpatan contient aussi des lichens et des berbéris. Dans le parc national Jigme Dorji au Bhoutan, les fèces de Panda roux trouvées pendant la saison des fruits contenaient des graines de lierre de l'Hymalaya (en).
Le Petit panda peut détecter le goût d'édulcorants artificiels comme l'aspartame, et sont les seuls non-primates connus à pouvoir le faire.

### Maladies et parasites
Au Japon, ont été rapportés un cas de petit panda souffrant de schistosomiase japonaise, un cas de douve pulmonaire ayant causé la mort du sujet par pneumonie et des cas d'infections à Dirofilaria immitis,,.

### Ennemis et concurrents

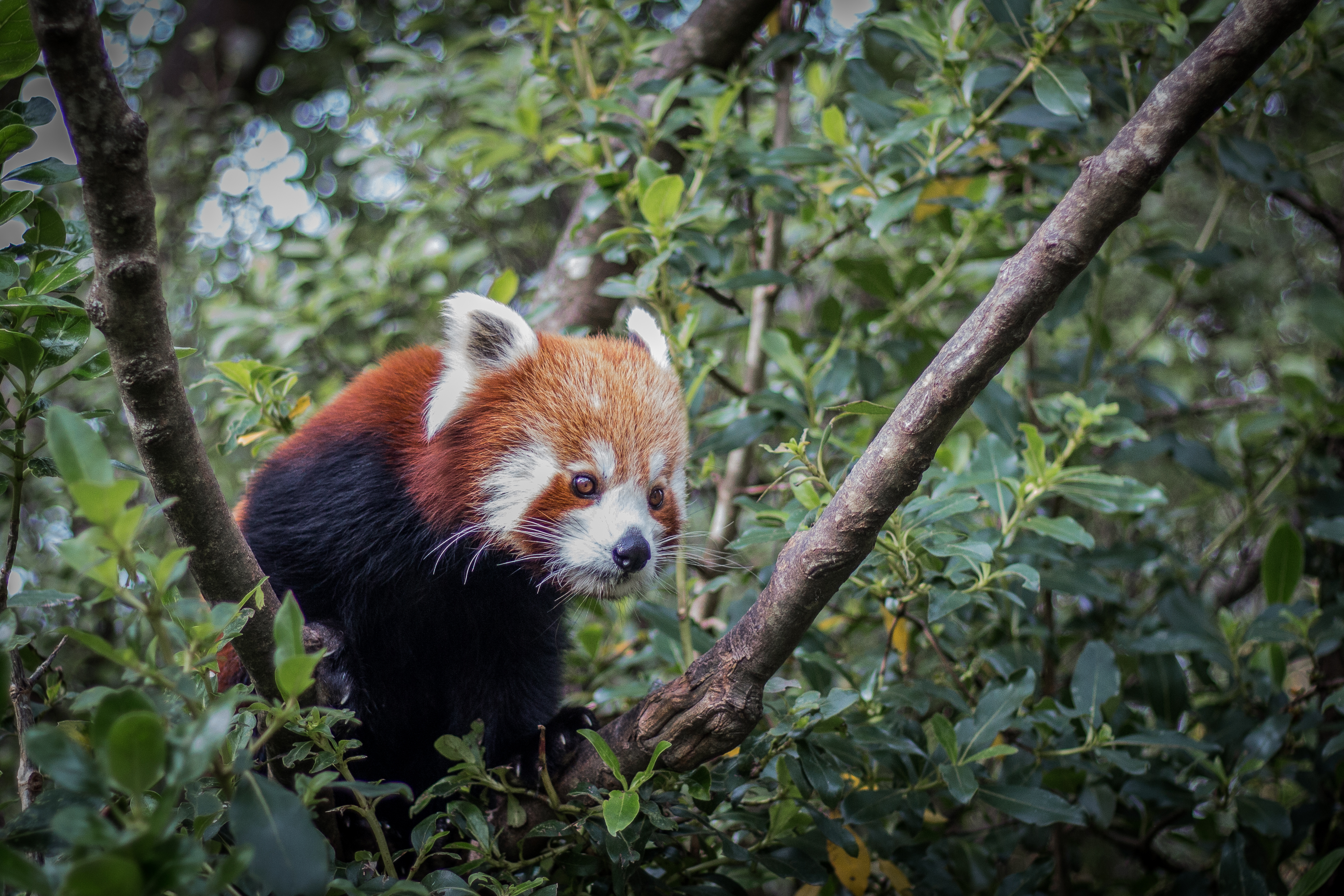
Panda roux en alerte.

Les prédateurs du panda roux sont notamment la Panthère des neiges (Panthera uncia), les mustélidés et les humains. S'il se sent menacé ou perçoit un danger, il peut essayer de s'échapper en grimpant à une pile de rochers ou à un arbre. S'ils ne peuvent plus fuir, ils se tiennent sur leurs pattes arrière pour paraître plus grands et utilisent les griffes acérées de leurs pattes avant pour se défendre[réf. nécessaire].

## Biogéographie

### Habitat

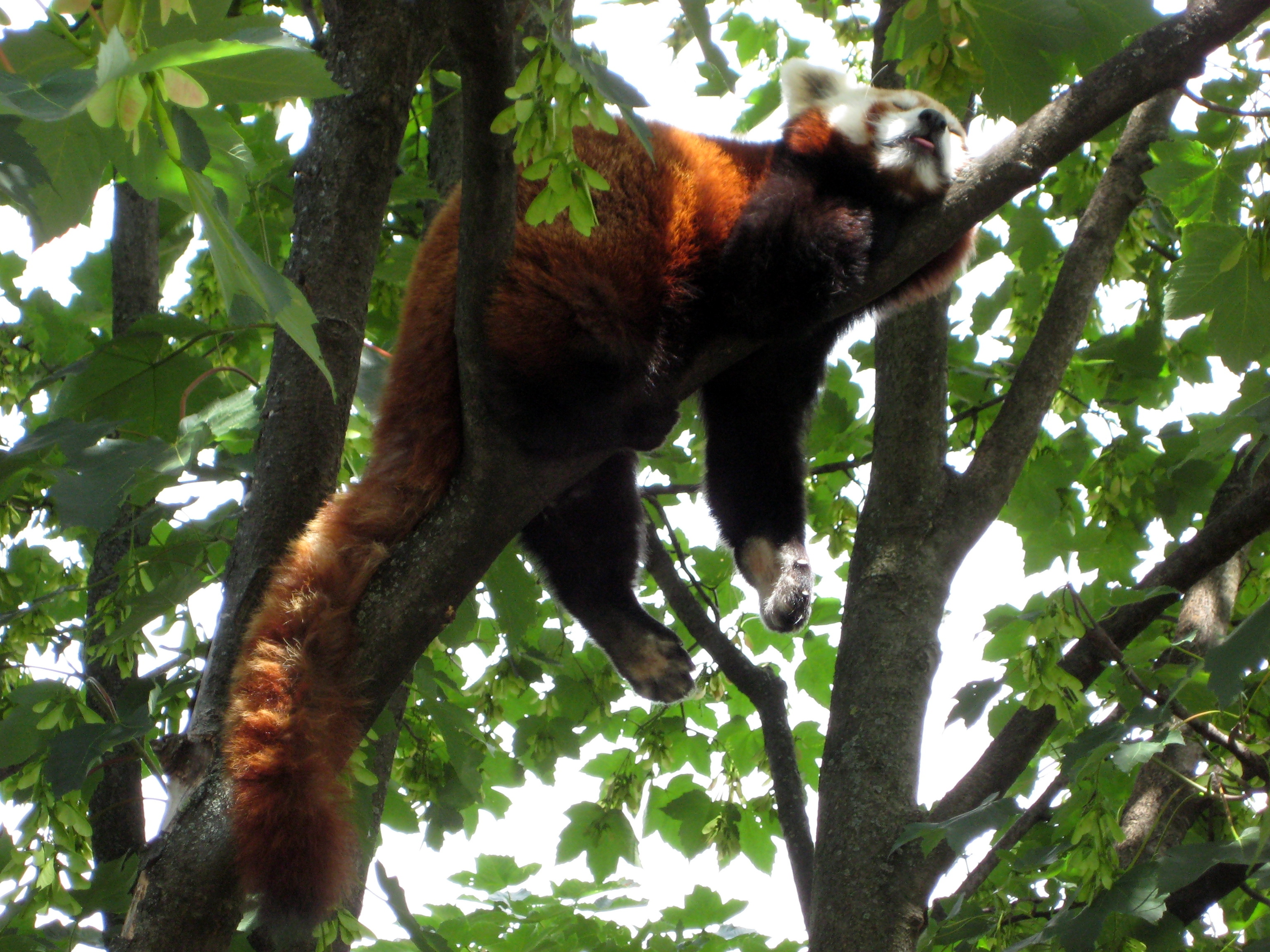
Un individu en train de dormir.

Le petit panda vit entre 2 200 et 4 800 m d'altitude et habite des zones aux températures modérées entre 10 et 25 °C avec peu de variations annuelles. Il préfère les forêts montagneuses mixtes de feuillus et de conifères, surtout celles avec de vieux arbres et des sous-bois denses de bambou,.

### Répartition
Le Panda roux est endémique des forêts tempérées de l'Himalaya, et des chaînes de piedmont du Népal à l'Ouest et de la Chine à l'Est. Sa limite la plus à l'Est est la chaîne des Monts Qinling de la province du Shaanxi en Chine. Sa répartition inclut le Tibet méridional, le Sikkim et Assam en Inde, le Bhoutan, les montagnes septentrionales de Birmanie, et le Sud-Ouest de la Chine, dans les Monts Hengduan de la province du Sichuan, ainsi que les monts Gongshan de la province du Yunnan. Il peut également vivre au Sud-Ouest du Tibet et au Nord de l'Arunachal Pradesh, mais cela n'a pas été documenté. Les lieux comportant la plus grande densité de pandas roux incluent une aire de l'Himalaya supposée avoir été le refuge d'un ensemble d'espèces endémiques durant le Pléistocène. L'aire de répartition du panda roux doit être considérée comme constituée d'aires séparées plutôt que comme un ensemble continu. Une population relique distincte pourrait habiter les forêts sous-tropicales du plateau du Meghalaya, au Nord-Est de l'Inde, mais des investigations plus poussées sont nécessaires pour confirmer sa présence.
Lors d'une étude durant les années 1970, des signes de présence de pandas roux ont été trouvés dans la réserve de chasse de Dhorpatan, au Népal. Leur présence a été confirmée au printemps 2007 lorsque quatre individus ont été observés à des altitudes allant de 3 220 à 3 610 m. La limite occidentale de l'espèce se trouve dans le parc national de Rara, situé à l'ouest de la réserve de chasse de Dhorpatan Leur présence a été confirmée en 2008.
Les populations de panda roux dans la province du Sichuan sont plus importantes et plus stables que celle du Yunnan, laissant penser à une expansion vers le Sud, depuis le Sichuan vers Yunnan durant l'Holocène.
Le Panda roux a disparu des provinces chinoises du Guizhou, Gansu, Shaanxi, et Qinghai.

## Taxonomie et évolution

### Historique
La première trace écrite connue sur le Petit panda se trouve dans un rouleau chinois du XIIIe siècle qui représente une scène de chasse entre des chasseurs et le Panda roux,.

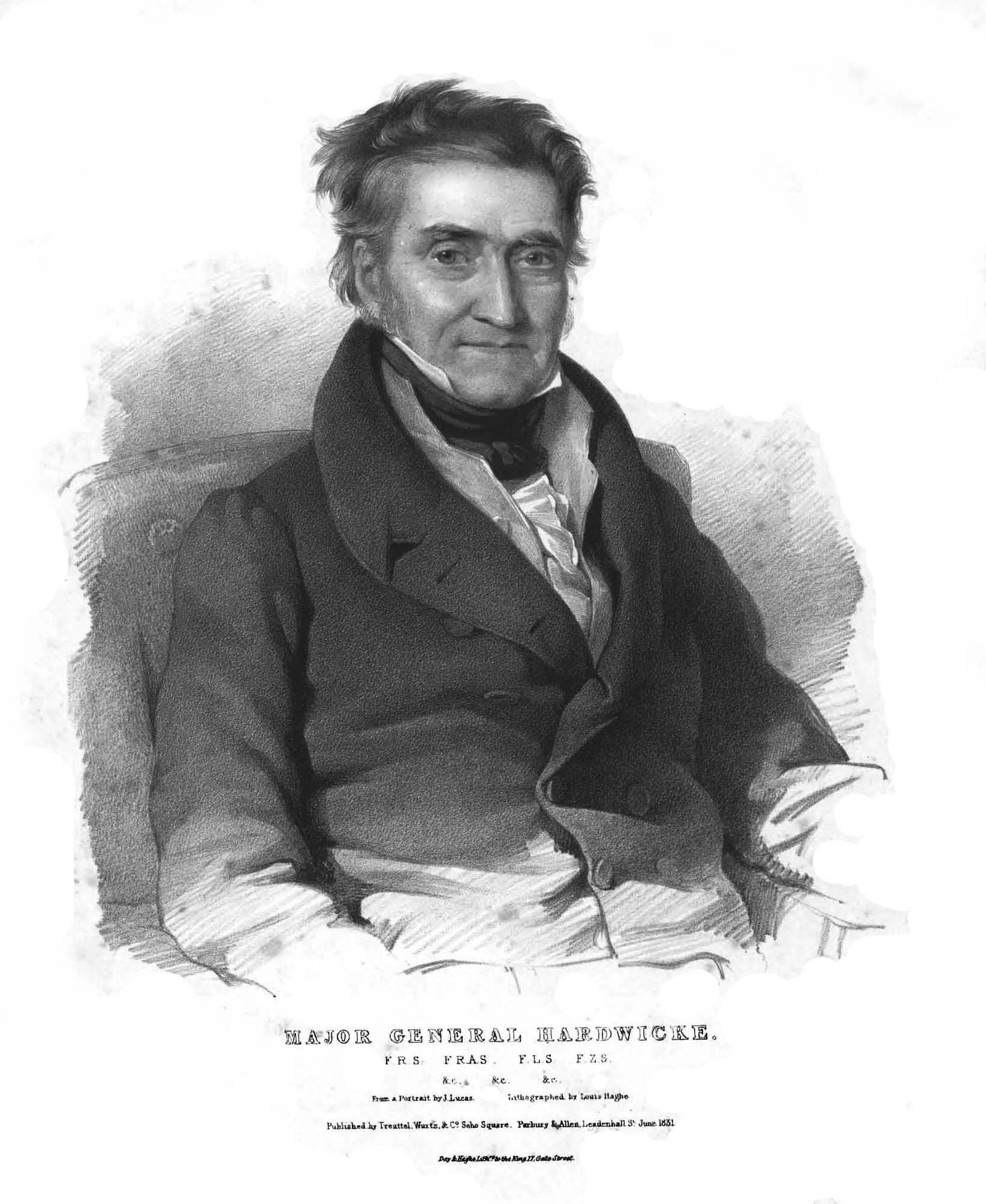
Thomas Hardwicke est le premier Occidental à décrire scientifiquement le Panda roux sous le nom Wha.

La présentation en 1821 par le major-général Thomas Hardwicke d'un article intitulé « Description d'un nouveau genre de mammifères de la classe Mammalia, de la chaîne des collines de l'Himalaya entre le Népal et les montagnes enneigées » à la Linnean Society of London est souvent considérée comme le moment où le Panda roux est devenu une espèce authentique dans la science occidentale. Hardwicke a proposé le nom « wha » et expliqué : « Il est fréquemment découvert par son cri ou son appel, ressemblant au mot « Wha », répétant souvent le même : c'est pourquoi il est dérivé d'un des noms locaux par lesquels il est connu. Il est aussi appelé Chitwa. » Le document d'Hardwicke n'a pas été publié avant 1827, où Frédéric Cuvier avait alors publié sa description et une figure. Le nom taxonomique proposé à l'origine par Hardwicke a été retiré de la publication de son article en 1827 avec sa permission, et le nom est maintenant attribué à Cuvier,.

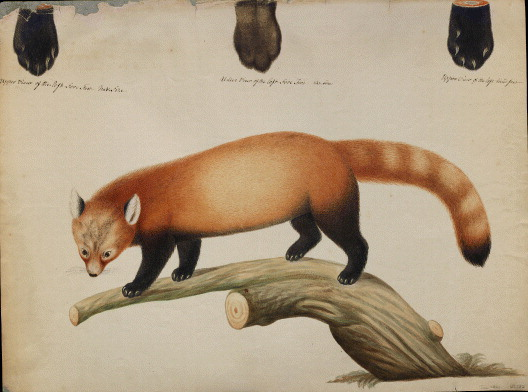
Aquarelle d'un panda roux commandée par Thomas Hardwicke c. 1820.

Frédéric Cuvier avait reçu le spécimen qu'il a décrit du beau-fils de son frère, Alfred Duvaucel, qui l'avait envoyé « des montagnes du nord de l'Inde ». Il a été le premier à utiliser le nom binomial Ailurus fulgens et le nom vernaculaire panda dans sa description de l'espèce publiée en 1825 dans l'Histoire naturelle des mammifères. Ailurus est adopté du mot grec ancien αἴλουρος (ailouros), qui signifie « chat ». L'épithète spécifique fulgens signifie « brillant » en latin. Panda (en) est une déesse romaine de la paix et des voyageurs qui était appelée avant de commencer un voyage difficile. On ignore s'il s'agit de l'origine du nom vernaculaire français panda[réf. nécessaire]. Des publications ultérieures affirment que le nom a été adopté à partir d'une langue himalayenne[réf. nécessaire].
En 1847, Hodgson a décrit un panda roux sous le nom d'Ailurus ochraceus. Pocock a conclu qu'il représente le même type qu'Ailurus fulgens car la description des deux est très proche. Il a subordonné les deux types à la sous-espèce de panda roux de l'Himalaya Ailurus fulgens fulgens.

### Phylogénétique

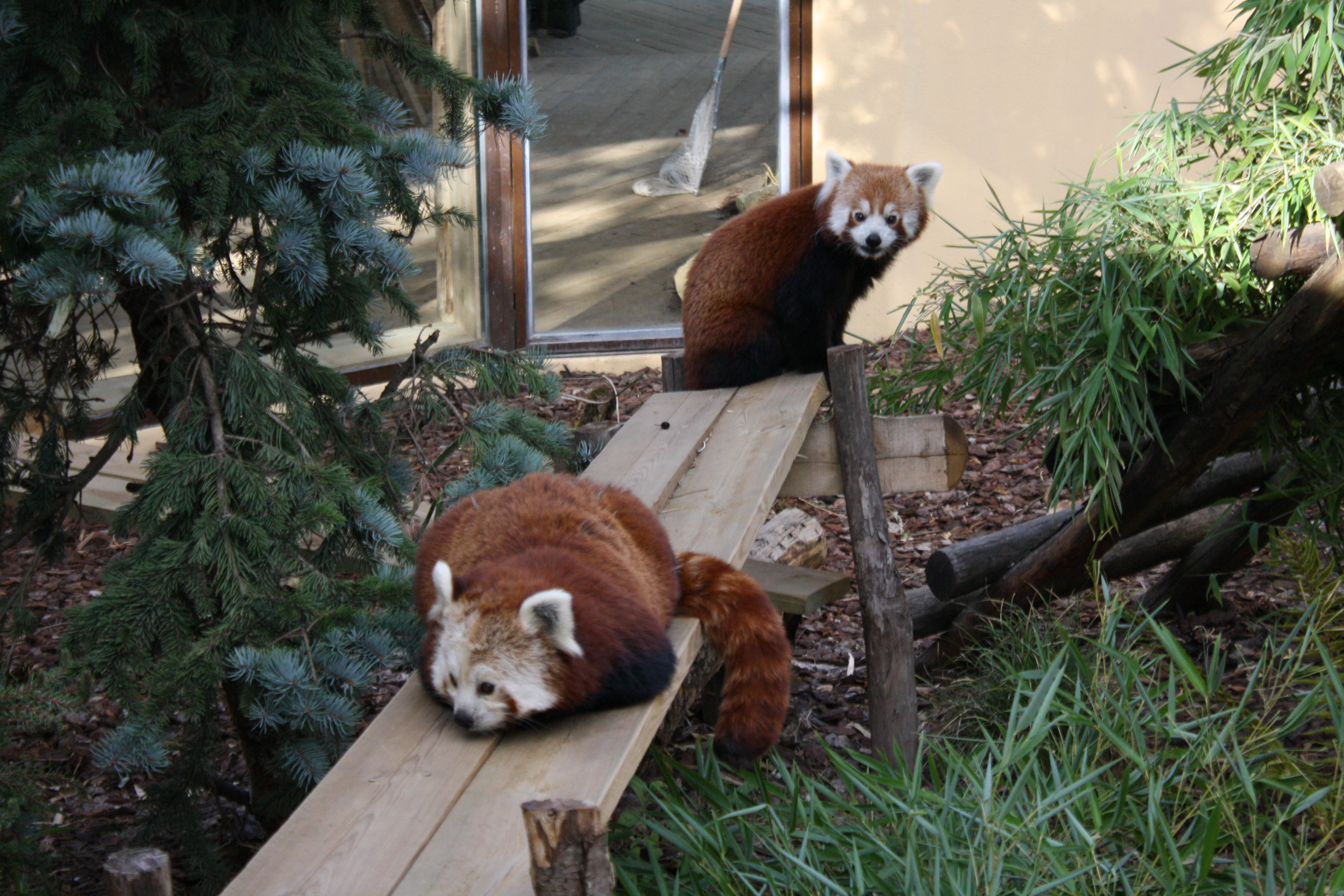
Individus au zoo d'Amnéville.

La classification taxonomique du panda roux fait l'objet de controverses dès sa découverte. Le zoologiste français Frédéric Cuvier a d'abord décrit le Panda roux en 1825 et l'a classé comme un proche parent du raton laveur (Procyonidae), bien qu'il lui ait donné le nom de genre Ailurus, (du grec ancien αἴλουρος, « chat ») en se basant sur des similitudes superficielles avec les chats domestiques. L'épithète spécifique est l'adjectif latin fulgens (« brillant »).
L'espèce a été placée à différents moments dans les Procyonidae, dans les Ursidae avec Ailuropoda (panda géant) chez les Ailuropodinae (jusqu'à ce que cette famille soit déplacée dans les Ursidae), puis dans sa propre famille, les Ailuridae. Cette incertitude vient de la difficulté à déterminer si certaines caractéristiques d'Ailurus sont phylogénétiquement conservatrices ou si elles sont dérivées et convergentes avec des espèces aux habitudes écologiques similaires.

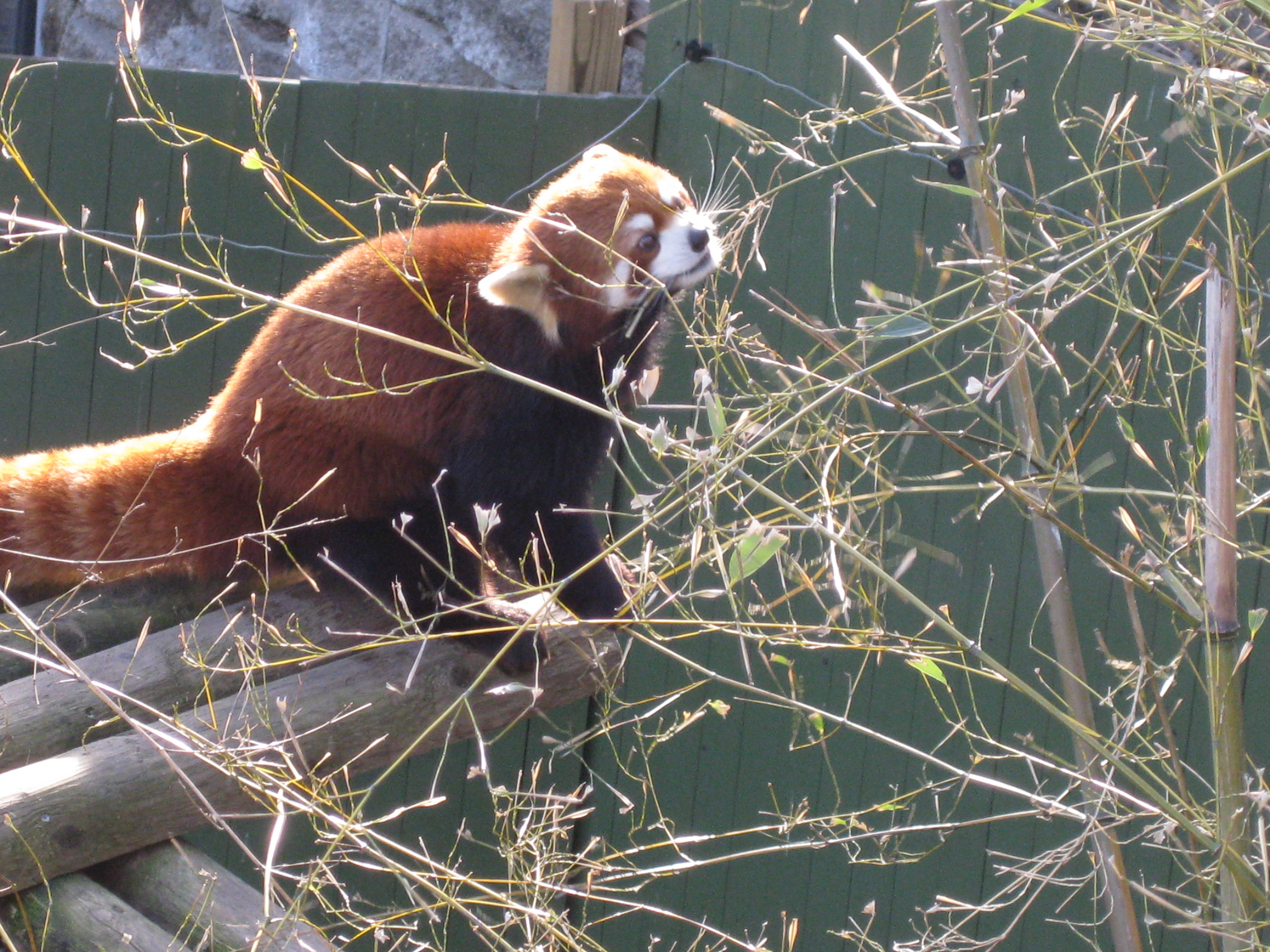
Panda roux rongeant un buisson de bambou exfolié.

Les preuves basées sur les fossiles, la sérologie, la caryologie, le comportement, l'anatomie et la reproduction reflètent des affinités plus étroites avec les Procyonidae qu'avec les Ursidae. Cependant, des spécialisations écologiques et de fourrageage, ainsi qu'une distribution géographique distincte par rapport aux Procyonidés modernes soutiennent la classification dans la famille distincte des AiluridésMammal Species of the World (version 3, 2005)  (26 novembre 2020),,.
Des recherches ADN systématiques moléculaires récentes placent également le Panda roux dans sa propre famille, les Ailuridae, une partie de la grande super-famille Musteloidea qui comprend également la mouffette, le raton laveur et la belette,,. Il serait la seule espèce encore vivante de la famille.
« It is not a bear, nor closely related to the giant panda, nor a raccoon, nor a lineage of uncertain affinities. Rather it is a basal lineage of musteloid, with a long history of independence from its closest relatives (skunks, raccoons, and otters/weasels/badgers). »
— Flynn et al., Whence the Red Panda p. 197

« Ce n'est ni un ours, ni un proche parent du panda géant, ni un raton laveur, ni une lignée d'affinités incertaines. Il s'agit plutôt d'une lignée basale de mustéloïdes, avec une longue histoire d'indépendance par rapport à ses parents les plus proches (mouffettes, ratons laveurs, loutres, belettes et blaireaux). »
— Whence the Red Panda p. 197

### Évolution

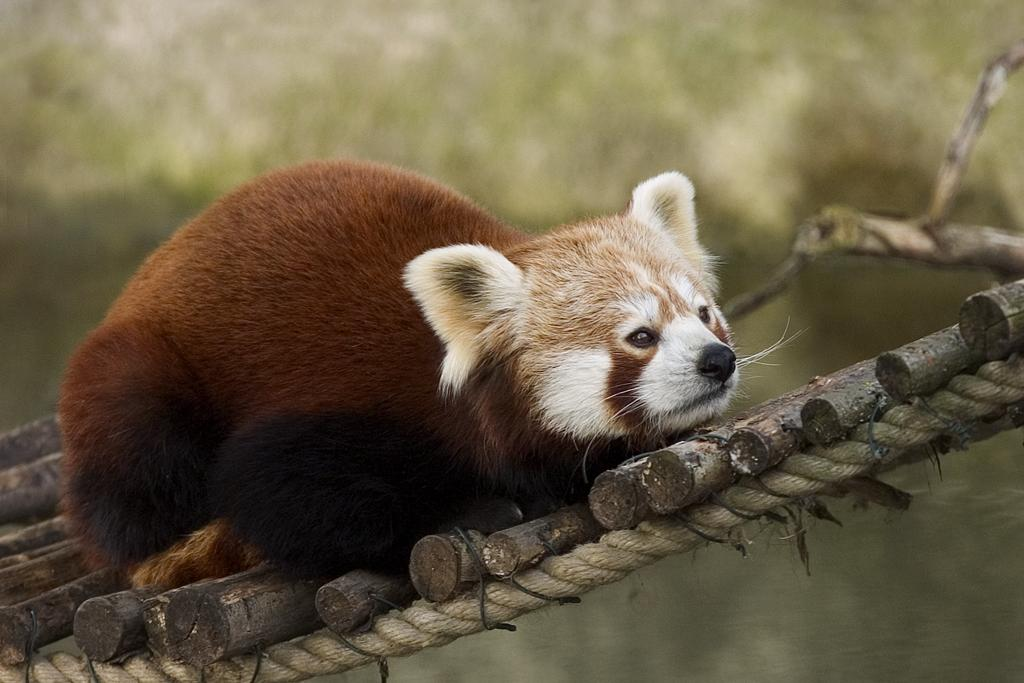
Panda roux en captivité.

Le Panda roux est considéré comme un fossile vivant et seulement très vaguement apparenté au panda géant (Ailuropoda melanoleuca), car il est naturellement plus proche des autres membres de la super-famille Musteloidea à laquelle il appartient. L'ancêtre commun des deux pandas était aussi un ancêtre pour tous les ours vivants, les pinnipèdes comme les phoques et les morses, et les membres de la famille Musteloidea comme les belettes et les loutres. Il peut être retracé jusqu'à la période du Tertiaire Inférieur il y a des dizaines de millions d'années, avec une répartition importante à travers l'Eurasie.
Des fossiles du panda roux éteint Parailurus anglicus ont été déterrés de la Chine à l'Est jusqu'à la Grande-Bretagne à l'ouest. En 1977, une dent seule de Parailurus a été découverte dans la Formation pliocène de Ringold, au Washington. Ce premier signalement nord-américain est presque identique aux spécimens européens et révèle l'immigration de cette espèce en provenance d'Asie. En 2004, la dent d'une espèce de panda roux jamais vue auparavant en Amérique du Nord a été découverte sur le site de fossiles de Gray (en), dans le Tennessee. La dent date d'il y a 4,5 à 7 millions d'années. Cette espèce, décrite sous le nom Pristinailurus bristoli, indique qu'une deuxième lignée ailurine plus primitive habitait l'Amérique du Nord pendant le Miocène. L'analyse cladiste suggère que Parailurus et Ailurus sont des taxons frères,. D'autres fossiles de Pristinailurus bristoli ont depuis été découverts sur le site de fossiles de Gray en 2010 et en 2012. La fréquence à laquelle on trouve des fossiles de panda sur le site de fossiles de Gray suggère que l'espèce a joué un rôle important dans l'écosystème global de la région[réf. nécessaire].
La découverte en Espagne des restes post-crâniens (en) de Simocyon batalleri, un parent du panda roux vivant au Miocène, soutient l'hypothèse d'une relation de groupes frères entre pandas roux et ours. Cette découverte suggère que le « faux pouce » du panda roux est une adaptation à la locomotion arboricole, indépendante de l'adaptation du panda géant pour manipuler le bambou. Il s'agit en zoologie d'un des cas les plus remarquables de convergence évolutive chez les vertébrés.

### Spéciation
La classification du panda roux en deux espèces ou deux sous-espèces est débattue dans la communauté scientifique. Dans l'ouvrage de référence de 2011 Red Panda, Colin Groves affirme à partir de comparaisons crâniennes, d'analyses des éléments extérieurs et de génétique moléculaire faites sur différents spécimens qu'il existe deux espèces distinctes. Ainsi, le Panda roux peut être divisé en Panda roux himalayen (Ailurus fulgens) et en Panda roux de Styan (Ailurus Styani). Il fait aussi remarquer l'absence de données sur de grandes parties de l'aire de répartition d'Ailurus. Cela laisse ouvert la possibilité qu'il existe d'autres espèces ou sous-espèces de panda roux,.
En outre, le nom Ailurus fulgens refulgens est parfois utilisé à tort pour A. f. styani. Il s'agit d'un lapsus réalisé par Henri Milne-Edwards dans son article de 1874 « Recherches pour servir à l'histoire naturelle des mammifères comprenant des considérations sur la classification de ces animaux », faisant de A. f. refulgens un nomen nudum,. L'édition la plus récente de la base de données Mammal Species of the World (littéralement en français « Les espèces de mammifères du monde ») nomme toujours la sous-espèce A. f. refulgens. Cela a été corrigé dans des ouvrages plus récents, notamment dans A guide to the Mammals of China et dans l'encyclopédie papier Handbook of the Mammals of the World, Volume 1 : Carnivores.
En 2020, les résultats d'une analyse phylogénétique d'échantillons de pandas roux ont montré que les pandas roux de Chine (Ailurus fulgens styani) et de l'Himalaya (Ailurus fulgens fulgens) ont été séparés par le fleuve Salouen il y a environ 250 000 ans. Les deux sous-espèces pourraient être traitées comme des espèces distinctes. Les échantillons analysés ont montré des niveaux élevés de structuration de la population dans toute l'aire de répartition du panda roux. Cependant, les résultats de cette recherche doivent être traités avec prudence en raison de l'écart d'échantillonnage de plus de 500 km entre les deux espèces proposées, et de l'absence d'analyses morphométriques et d'analyse d'isolement par la distance. En outre, l'utilisation du concept d'espèce phylogénétique pour la délimitation des espèces chez les mammifères a été associée à la division inutile des sous-espèces en espèces,. Néanmoins, plusieurs systèmes de classification comme ITIS ou encore Mammal diversity database de l’American society of Mammalogists reconnaissent cette division : 
| Image | Espèce                                              | Répartition |
| ----- | --------------------------------------------------- | ----------- |
|       | Panda fuligineux (Ailurus fulgens) (Cuvier, 1825)   |             |
|       | Panda roux de Styan (Ailurus styani) (Thomas, 1902) |             |

## Conservation de l'espèce

### Menaces
Les principales menaces qui pèsent sur les pandas roux sont la capture directe dans la nature, vivants ou morts, la compétition avec le bétail domestique entraînant la dégradation de l'habitat et la déforestation conduisant à la perte ou la fragmentation de l'habitat. L'importance relative de ces facteurs varie d'une région à l'autre et n'est pas bien comprise.
Par exemple, en Inde, la plus grande menace semble être la perte d'habitat suivie du braconnage, alors qu'en Chine, les plus grandes menaces semblent être la chasse et le braconnage. Une diminution de 40 % des populations de panda roux a été signalée en Chine au cours des 50 dernières années, et les populations des régions occidentales de l'Himalaya sont considérées comme étant plus réduites.
La déforestation entrave la propagation des pandas roux et aggrave le morcellement naturel de la population par la topographie et l'écologie, ce qui provoque une grave fragmentation de la population sauvage restante. Moins de 40 animaux de quatre groupes distincts partagent les ressources avec les humains dans le Parc national de Langtang au Népal, où seulement 6 % de ses 1 710 km2 est l'habitat préféré du panda roux. Même si la concurrence directe pour la nourriture avec le bétail domestique n'est pas significative, ce bétail peut ralentir la croissance du bambou en le piétinant.
Les petits groupes d'animaux ayant peu de possibilités d'échange entre eux sont confrontés au risque de consanguinité, de diminution de la diversité génétique et même d'extinction. En plus, la coupe rase pour le bois de chauffage ou l'agriculture, y compris le terrassement à flanc de colline, enlève les vieux arbres qui fournissent des tanières aux mères et diminue la capacité de certaines espèces de bambou à se régénérer.
Dans le sud-ouest de la Chine, les pandas roux sont chassés pour leur fourrure, surtout pour leurs queues touffues très appréciées pour produire des toques. Dans ces régions, la fourrure est souvent utilisée pour les cérémonies culturelles locales. Dans les mariages, le marié porte traditionnellement la peau. Les chapeaux « porte-bonheurs » à queue de panda roux sont également utilisés par les jeunes mariés locaux. Cette pratique est probablement assez ancienne car le Panda roux semble être représenté dans un parchemin chinois du XIIIe siècle à l'encre de Chine montrant une scène de chasse. Il n'existe peu ou pas de mention du panda roux dans la culture et le folklore népalais.
Dans le passé, les pandas roux étaient capturés et vendus aux zoos. Angela Glatston, conservatrice au zoo de Rotterdam, a indiqué qu'elle avait personnellement géré 350 pandas roux en 17 ans.
En raison de la Convention sur le commerce international des espèces de faune et de flore sauvages menacées d'extinction, ces captures pour les zoos ont considérablement diminué ces dernières années, mais le braconnage se poursuit et les pandas roux sont souvent vendus à des collectionneurs privés à des prix exorbitants. Dans certaines parties du Népal et de l'Inde, les pandas roux sont gardés comme animaux de compagnie.
Le Panda roux a un taux de natalité naturellement bas (généralement une naissance simple ou jumelée par an), et un taux de mortalité élevé dans la nature[réf. nécessaire].

### Protection

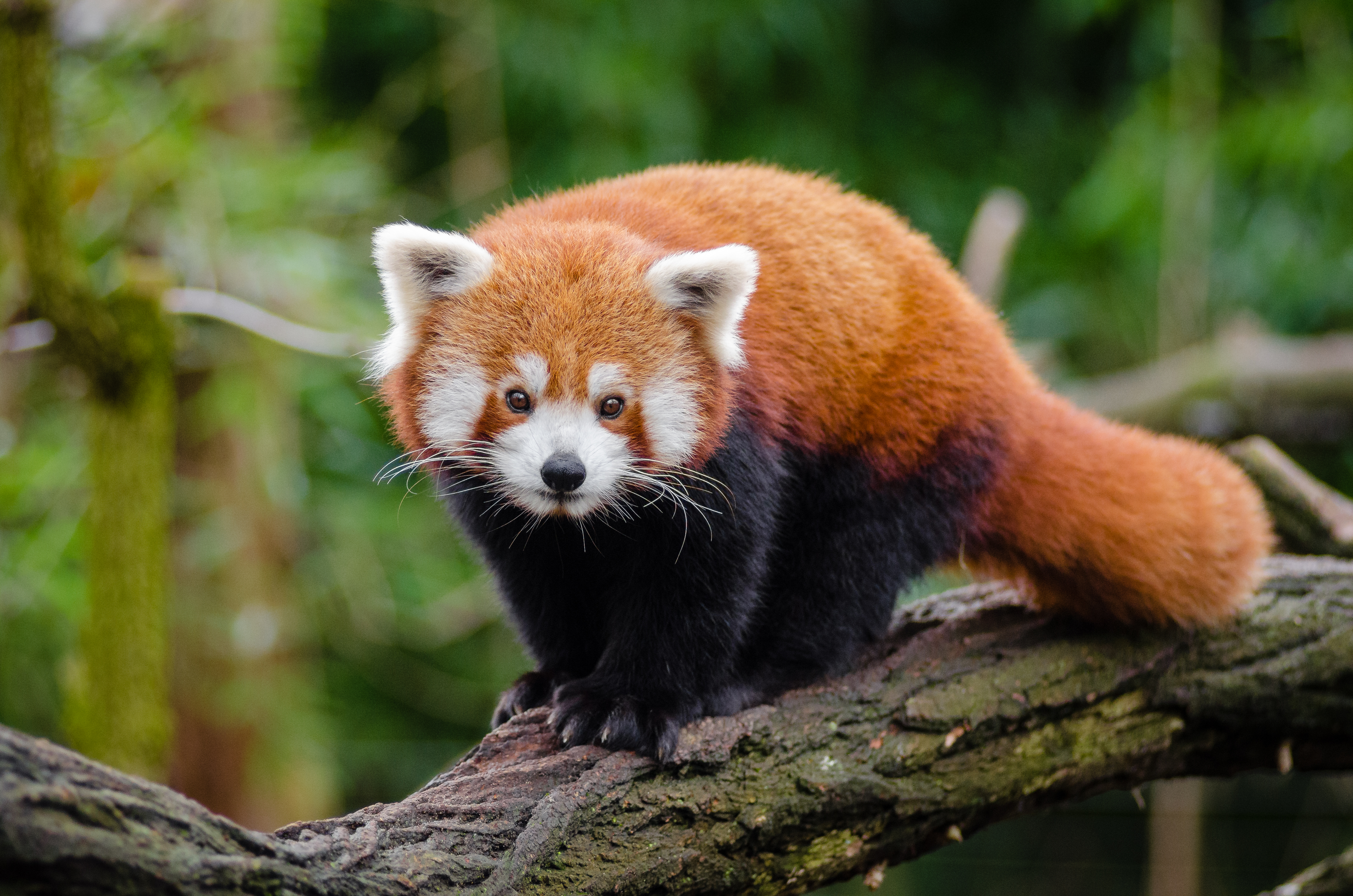
Vue rapprochée d'un petit panda.

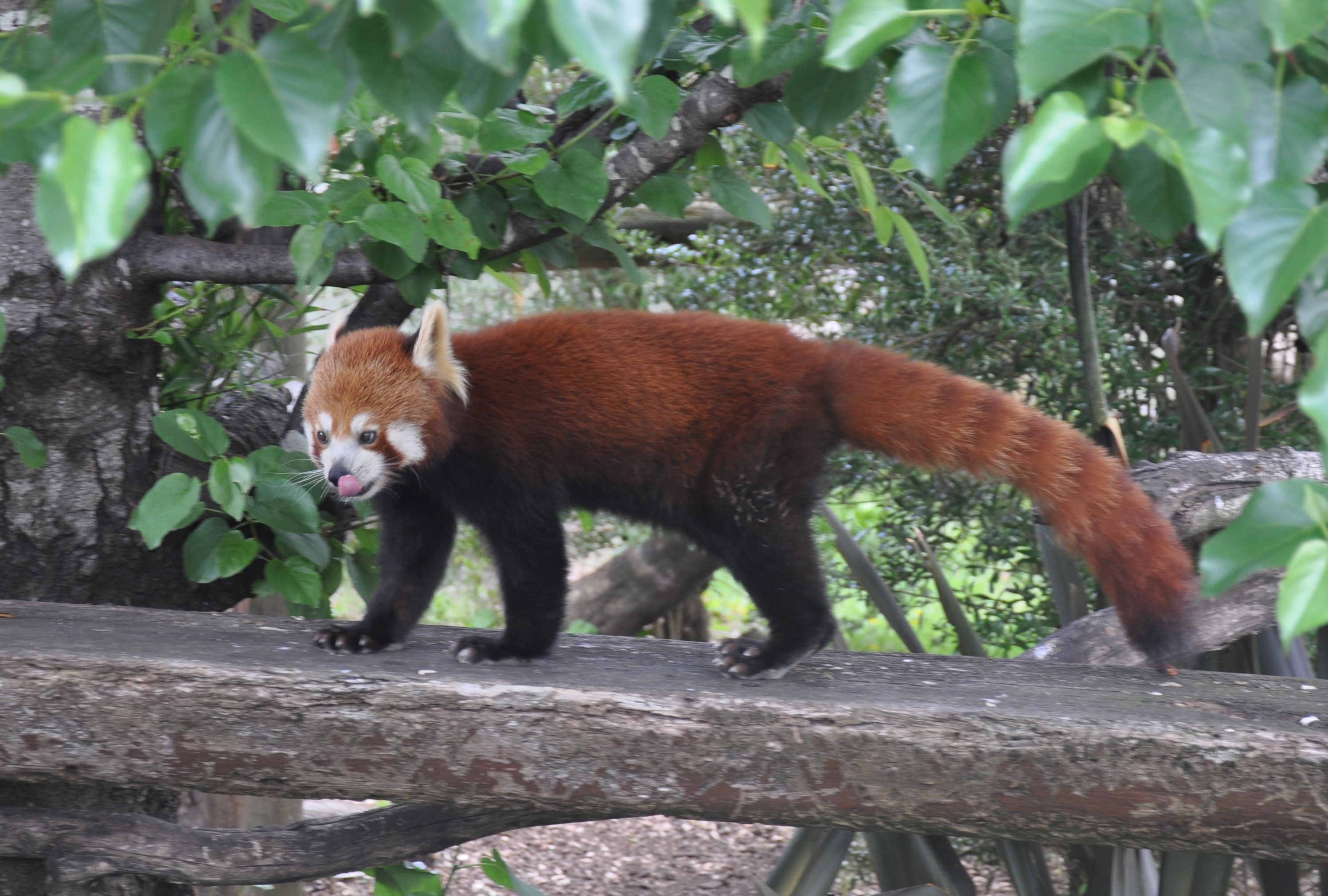
Panda roux, au zoo d'Auckland.

Le Petit panda est inscrit à l'Annexe I de la Convention sur le commerce international des espèces de faune et de flore sauvages menacées d'extinction. L'espèce est classée en danger dans la Liste rouge de l'UICN depuis 2008 parce que la population mondiale est estimée à environ 10 000 individus, avec une tendance à la baisse de la population, et parce qu'il n'y a qu'environ la moitié de la superficie totale de l'habitat potentiel de 142 000 km2 qui est effectivement utilisée par l'espèce. En raison de leur nature timide et secrète, et de leurs habitudes largement nocturnes, l'observation des pandas roux est difficile. Par conséquent, les chiffres de population à l'état sauvage sont déterminés par des estimations de la densité de population et non par des comptages directs.

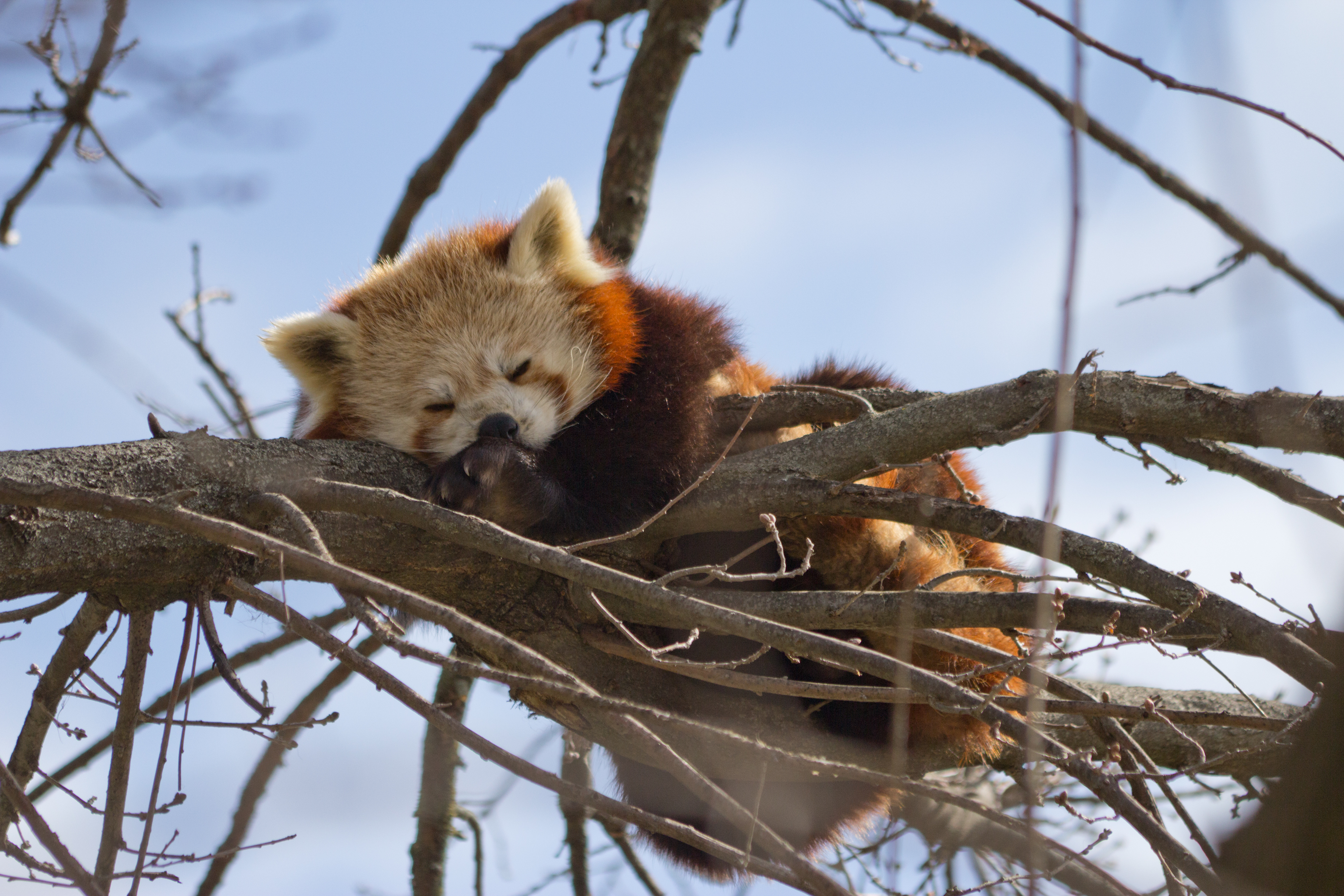
Panda roux au repos sur un arbre.

Les estimations de la population mondiale varient de moins de 2 500 pour l'estimation basse à entre 16 000 et 20 000 individus pour l'estimation haute. En 1999, la population totale en Chine était estimée entre 3 000 et 7 000 pandas roux. En 2001, la population sauvage en l'Inde était estimée entre 5 000 et 6 000 individus. Les estimations pour le Népal n'indiquent que quelques centaines d'individus. Il n'existe aucun chiffre pour le Bhoutan ou la Birmanie.
Il est difficile de trouver des chiffres de population fiables, en partie parce que d'autres animaux ont été confondus avec le Panda roux. Par exemple, un rapport de Birmanie indique que les pandas roux sont encore assez fréquents dans certaines régions ; cependant, la preuve photographique du « panda roux » qui l'accompagne est en fait une espèce de civette.
Le Panda roux est protégé dans tous les pays de son aire de répartition et sa chasse est illégale. Au-delà, les efforts de protection sont très variables d'un pays à l'autre :
- La Chine compte 35 aires protégées, couvrant environ 42,4 % de l'habitat du panda roux[6].
- L'Inde compte 20 aires protégées avec des populations connues ou possibles de panda roux dans le Sikkim, l'Arunachal Pradesh et le Bengale-Occidental, comme le parc national de Khangchendzonga, le parc national de Namdapha et le parc national de Singalila, et une politique de protection coordonnée pour le Panda roux[6].
- Au Népal, on trouve des populations connues dans le parc national de Langtang, le parc national de Sagarmatha, le parc national de Makalu Barun, le parc national de Rara, l'aire de conservation de l'Annapurna, l'aire de conservation du Kanchenjunga et la réserve de chasse de Dhorpatan[88].
- Le Bhoutan compte cinq zones protégées qui abritent des populations de panda roux[6].
- La Birmanie compte 26 aires protégées (en), dont au moins une abrite des populations de panda roux[6].

### Initiativesin situ
Une forêt gérée par la communauté dans le district d'Ilam, dans l'est du Népal, abrite 15 pandas roux qui génèrent des revenus pour les ménages locaux grâce à des activités touristiques, y compris des séjours à domicile. Les villageois des zones de haute altitude de l'Arunachal Pradesh ont formé l'Alliance pour la conservation du panda roux de Pangchen (« Pangchen Red Panda Conservation Alliance »), qui comprend cinq villages avec une zone forestière communautaire de 200 km2 à une altitude entre 2 500 et plus de 4 000 m.

### Présence en captivité

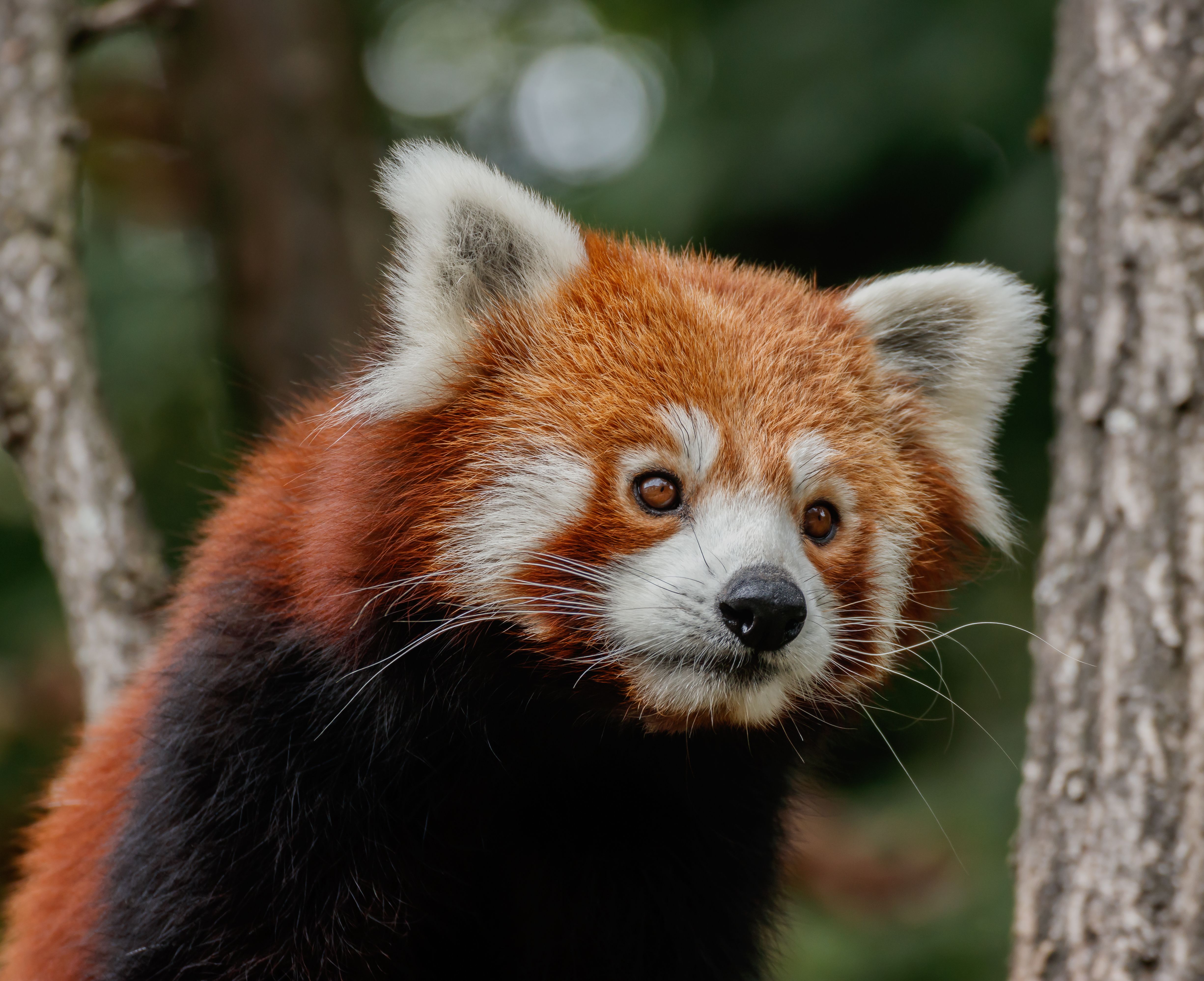
Un individu au zoo de Karlsruhe, en 2019.

Le petit roux s'adapte bien à la vie en captivité et est commun dans les zoos du monde entier. En 1992, plus de 300 naissances avaient eu lieu en captivité et plus de 300 individus vivaient dans 85 institutions à travers le monde
. En 2001, 182 individus se trouvaient dans les seuls zoos nord-américains. En 2006, le stud-book international répertoriait plus de 800 individus dans les zoos et les parcs du monde entier. Dans ce nombre, 511 individus de la sous-espèce A. f. fulgens étaient gardés dans 173 institutions et 306 individus de la sous-espèce A. f. styani étaient gardés dans 81 institutions.
Le stud-book international est actuellement géré au zoo de Rotterdam aux Pays-Bas. En coopération avec l'International Red Panda Management Group, ils coordonnent le programme américain pour les espèces menacées en Amérique du Nord, le Programme européen pour les espèces menacées et d'autres programmes d'élevage en captivité en Australie, en Inde, au Japon et en Chine,. En 2009, Sarah Glass, conservatrice des pandas roux et des expositions spéciales au zoo de Knoxville (en), à Knoxville au Tennessee, a été nommée coordonnatrice du North American Red Panda Species Survival Plan. Le zoo de Knoxville compte le plus grand nombre de naissances de panda roux en captivité dans l'hémisphère occidental (101 en août 2011). Seul le zoo de Rotterdam a eu plus de naissances en captivité dans le monde entier,.
Le parc zoologique himalayen de Padmaja Naidu (en) à Darjeeling, en Inde, a relâché avec succès quatre pandas roux élevés en captivité dans la nature en août et novembre 2003.

## Le petit panda dans la culture

### Dans les pays de son aire de répartition
Le Panda roux est considéré comme l'animal symbole du Sikkim depuis le début des années 1990 et a été la mascotte du Darjeeling Tea Festival.

### Domestication

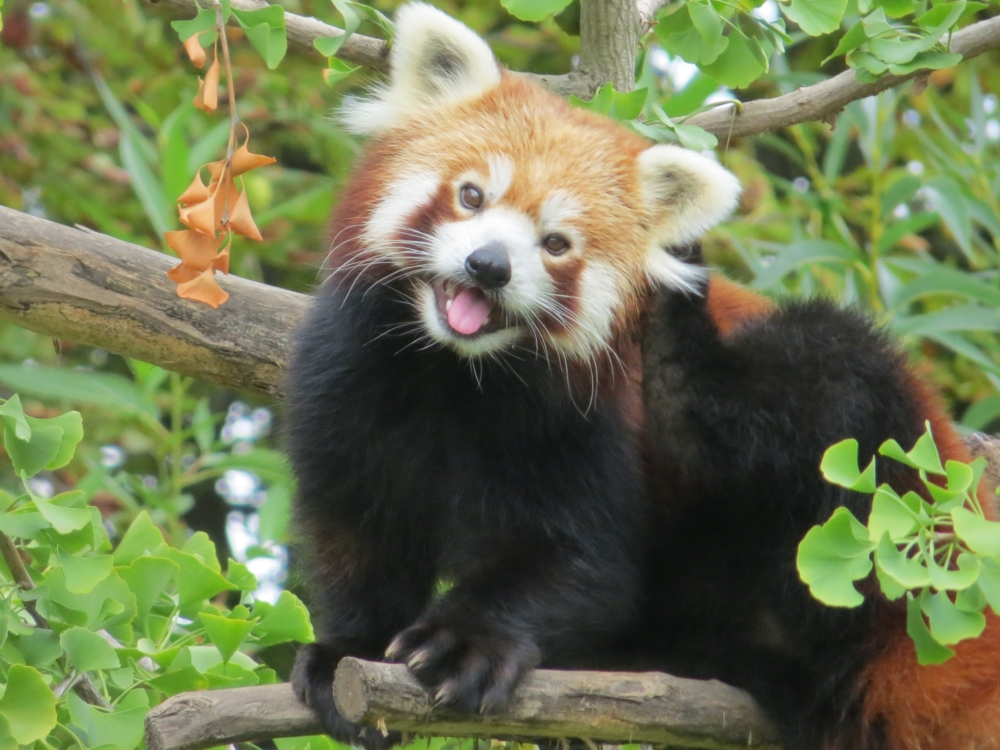
Panda roux sur un ginkgo.

Un exemple notable de pandas roux gardés comme animaux de compagnie : les pandas roux de l'ancienne Première ministre indienne Indira Gandhi. Les pandas ont été présentés à sa famille en tant que cadeau, avant d'être ensuite hébergés dans « une maison spéciale dans un arbre ».

### Dans la culture occidentale
En 2005, Babu, un panda roux mâle du Birmingham Nature Centre à Birmingham, au Royaume-Uni, s'est échappé et est devenu brièvement une célébrité médiatique, avant d'être recapturé. Il a ensuite été élu « Brummie (en) de l'année », devenant ainsi le premier animal à recevoir cet honneur,. Rusty, un panda roux mâle au zoo national de Washington, a également attiré l'attention des médias lorsqu'il s'est brièvement échappé en 2013,.
En fiction, Bambou, personnage principal dans la série d'animation Bambou et Compagnie, est un panda roux[réf. nécessaire]. L'animal-totem de Li Xiong Mao, dans Freaks' Squeele, une série de bande dessinée entamée en 2008 de Florent Maudoux ; Maître Shifu est un panda roux anthropomorphe professeur de kung fu, dans le film Kung Fu Panda de 2008 ainsi que dans les autres histoires se déroulant dans le même univers. Le Panda roux Futa a inspiré le personnage de Pabu, le « furet de feu » accompagnant le groupe de héros (principalement de Bolin) dans la série télévisée animée américaine La Légende de Korra.
Retsuko, personnage principal dans la série D'animation Aggretsuko est également un panda roux.
Un Panda roux est également au centre du film d'animation Alerte rouge sorti en 2022.

### Petit panda etFirefox
Le petit panda donne son nom au navigateur web Firefox, dérivé de la suite logicielle libre Mozilla. En effet, le mot « firefox » est en anglais un surnom du panda roux,. Cependant, l'animal montré dans le logo est un renard stylisé. La Fondation Mozilla a adopté, en décembre 2010, deux bébés panda roux pendant quelques mois.
Le mot anglais Firefox (renard de feu) est souvent annoncé comme étant une traduction littérale du mot Chinois pour Red Panda,,,,. Cependant le mot chinois 火狐 dont il est question concerne,, le logiciel Mozilla Firefox et non l'animal qui se dit 小熊貓 et 红熊猫.